# 김사철
김사철(金思轍, 1847년 양력 8월 21일 ~ 1935년 양력 2월 17일)은 구한말의 관료이며 일제강점기의 조선귀족이다. 호는 유당(由堂)이다.

## 생애
조선 선조 계후 인목대비의 아버지였던 부원위 김제남의 후손이다. 경기도 수원 태생이고 본관은 연안이다. 1871년 음서 천거되어 하급 목민관을 지내다가 1878년 과거에 급제한 뒤 관직에 나아가, 홍문관과 지방 현령, 외교 업무 등에 종사했다. 1883년 성균관 사성에 임명되었다. 병조정랑을 맡고 있던 1888년부터 주차미국 참무관으로 1년간 미국에서 근무했다.
1892년에는 경상도 암행어사, 1893년 주차일본판리대신 임명되었다. 1894년 도승지를 역임했으며, 1910년 한일 병합 조약 체결 직후 일본 정부로부터 남작 작위를 수작하고 2만 5천원의 은사공채를 받았다. 김사철은 조선귀족으로 봉해진 뒤 큰 잔치를 열어 기쁨을 표했다. 1912년 한국병합기념장, 1915년 조선총독부 주도 식민지배를 정당화하고 시정사업을 선전하기 위한 시정5년기념 조선물산공진회 경성협찬회의 정회원으로 30원을 기부했다. 1928년 쇼와대례기념장을 수여받았다. 일제 강점기 동안 서울 중구에서 '수화동 부자'로 불리며 부유하게 살았다.
2002년 발표된 친일파 708인 명단과 2008년 민족문제연구소에서 친일인명사전에 수록하기 위해 정리한 친일인명사전 수록예정자 명단에 자신의 작위를 습작받은 장남 김석기와 함께 선정되었다. 2009년 친일반민족행위진상규명위원회가 발표한 친일반민족행위 705인 명단에도 포함되었다.

## 참고자료
- 김사철(金思轍) - 한국학중앙연구원
- 민족문제연구소 (2007년 111월). “친일인명사전 시안 - 김사철”. 《민족사랑》: 22쪽.
- 친일인명사전편찬위원회 (2009). 《친일인명사전》. 389쪽.

## 가족 관계
- 조부 : 김호연(金頀淵)
  - 양아버지 : 김관수(金觀秀)
  - 친아버지 : 김기수(金綺秀)
    - 형님 : 김사식(金思軾)
    - 동생 : 김사중(金思重)
      - 장남 : 김석기(金奭基)
      - 차남 : 김낙기(金樂基)
      - 삼남 : 김명기(金明基)
- 친족 : 김사준(金思濬)